# Goliath96
Goliath96 ist ein deutscher Film von Marcus Richardt. Er erzählt die Geschichte einer vereinsamten Mutter, die verzweifelt versucht, zu ihrem Sohn, der jede Interaktion verweigert, Kontakt aufzunehmen.

## Handlung
Die anfänglichen Bilder einer glücklichen Familie am Meeresstrand, deren junger Sohn mit seinem Vater einen großen roten Drachen fliegen lässt, wechseln abrupt in die Gegenwart Jahre später: Der Vater hat auf diesem Urlaub die Familie ohne Abschied verlassen, Mutter Kristin und Sohn David sind allein nach Hamburg heimgefahren. David, nun 21, verlässt sein Zimmer seit zwei Jahren nur nachts und verweigert jeden Kontakt mit der Außenwelt einschließlich seiner Mutter. Versucht sie mit ihm durch die Tür zu kommunizieren, reagiert er nicht. Treffen sie sich zufällig im Flur, stürzt er panisch in sein Zimmer und schließt ab. Kristin verliert am Anfang des Films ihre Anstellung als Bankkauffrau und ist arbeitslos.
Als Kristin zufällig Fiona trifft, eine ehemalige Mitstudentin Davids, und von ihr erfährt, dass David in einer Internet-Community über Drachenbau aktiv ist, sieht sie einen Weg, mit ihm Kontakt aufzunehmen. Sie findet in dem Forum seinen Benutzernamen „Goliath96“ heraus, meldet sich selbst als „Cinderella97“ an und stellt ihm im Chat zunächst fachliche, dann zunehmend persönliche Fragen. Sie beginnen zu flirten, schnell verliebt sich David in die angebliche Studentin. Eines Abends öffnet er sich, er erzählt „Cinderella97“ aufrichtig seine Lebenssituation, dass ihm alles zu viel ist und wie sehr ihm jemand fehlt, mit dem er über das alles reden kann. Seine Mutter interessiere sich nicht für ihn, „Cinderella97“ sei die einzige, die ihm zuhöre. Er würde sie gern treffen.
Als Kristin erkennt, dass sie sich in eine Situation gebracht hat, die sich nicht auflösen lässt, überredet sie Fiona dazu, sich als „Cinderella97“ mit David zu treffen. David macht sich zwar auf den Weg zum Treffpunkt, bekommt aber schon bald eine Panikattacke und kehrt in sein sicheres Zimmer zurück. Er schickt eine Nachricht, er komme später, doch als er sie abschickt, hört er den Signalton der eingehenden Nachricht aus Kristins Schlafzimmer und entdeckt den Schwindel. Außer sich vor Wut zertrümmert er die gesamte Einrichtung, dann sieht man ihn auf einer Straßenbrücke stehen, offenbar bereit dazu, sich in den Tod zu stürzen. Kristin sucht ihn den ganzen Abend lang und übernachtet auf einer Bank am vereinbarten Treffpunkt. Als sie morgens erwacht, steht David ihr wortlos gegenüber, sie schauen sich an.

## Veröffentlichung
Goliath96 wurde am 26. Oktober 2018 im Rahmen der Internationalen Hofer Filmtage uraufgeführt. Ab dem 18. April 2019 wurde der Film im Kino gezeigt und am 25. Oktober 2018 auf DVD veröffentlicht.

## Rezeption

### Auszeichnungen
Bei den Internationalen Hofer Filmtagen und den Nordischen Filmtagen Lübeck wurde Goliath96 als bester Spielfilm sowie beim Filmfestival Mannheim-Heidelberg in der Kategorie „Int. Newcomer / Discoveries“ nominiert. Von der Deutsche Film- und Medienbewertung (FBW) erhielt der Film das „Prädikat Wertvoll“.

### Kritik
Des Lexikon des internationalen Films gibt zwei von fünf Sternen und urteilt: „Das kammerspielartige Mutter-Sohn-Drama arbeitet in konzentrierter Form heraus, welche Dynamik Beziehungen im Internet entwickeln, bei der Identität des Gegenübers im Vagen bleibt. Die Vergangenheit und das reale Leben der beiden Hauptfiguren wirken dagegen blass und unkonturiert.“